# Corban Egyetem
A Corban Egyetem keresztény magánintézmény az Amerikai Egyesült Államok Oregon államának Salem városában. A salemi campus 1200 hallgatója mellett a nemzetközi programokban 2800-an vesznek részt. Sportcsapatai a National Association of Intercollegiate Athletics tagjaként a Cascade Collegiate Conference-ben játszanak.

## Története
Az intézményt Leland Entrekin és Roy Bancroft 1935-ben alapították az arizonai Phoenixben Phoenixi Teológiai Intézet néven. 1946-ban az Általános Baptista Egyházszövetség finanszírozásával Nyugati Baptista Teológiai Főiskola néven a kaliforniai Oaklandbe, majd 1969-ben Salembe költöztették. 1969 júliusában az igazgatóság ötezer dollár előleget fizetett a telekért, ami később a postacímben (5000 Deer Park Drive) is megjelent. Az ügyletet Tom McCall kormányzó felügyelte.
Az 1970-es évektől a papképzés bölcsészettudományi kurzusokkal egészült ki. 1978-ban neve Nyugati Baptista Főiskolára rövidült. Thomas Younger, az intézmény hatodik rektora segédkezett a két legsikeresebb intézet, a tanárképző és az üzleti megalapításában. A rektori pozíciót 1999-ig David Miller töltötte be, őt Reno Hoff váltotta. 2001-ben Beth Bartosik lett az iskola első Fulbright-ösztöndíjasa. Ugyanezen évben 2,1 millió dollár adományt kaptak az előadó-művészeti központ és a kápolna felépítésére.
2004-ben a U.S. News & World Report az intézményt az átfogó képzési listájában a nyolcadik, 2005-ben pedig a kilencedik helyre sorolta. 2005. május 7-én neve Corban Főiskolára változott; a corban kifejezés héberül „Istennek szánt ajándékot” jelent. Ugyanezen évben megnyílt a Davidson kollégium, valamint ekkor iratkoztak be a legtöbben: a 207 gólyával a hallgatói létszám 860 főre emelkedett. 2006-ban a U.S. News & World Report újra a nyolcadik helyre sorolta, ezáltal ötödiok éve folyamatosan az első tíz helyezett között volt. 2009-ben az adományalap nagysága hárommillió dollár volt.
Az intézmény keresztényeket fogad: a hallgatóknak jelentkezéskor tanúvallomást kell tenniük a Jézushoz fűződő viszonyukról. 2007 nyarán felvette a Corban Főiskola és Graduális Intézet nevet, majd 2010. május 1-jén, fennállásának 75. évfordulóján egyetemmé alakult.

## Campus
A 0,89 km2-es campus Salem külterületének fás részén helyezkedik el; a területen fenyő-, tölgy- és juharfák nőnek. Itt volt egykor az Oregoni Siketnémák Intézete, valamint az állami TBC-kórház is; ezek egyes épületeit ma is használják. A campuson több mint száz madárfajt figyeltek meg. A tacomai Északnyugati Baptista Szeminárium 2010-es beolvasztásától az egyetem működtette az ottani papképzőt, de a campust eladták, a képzést pedig Salembe költöztették.

### Oktatási épületek
A campus főépületében található a nyolcvanezer kötetes könyvtár, ahol tárgyalók, tanulószobák és számítógéptermek találhatók, valamint itt van a több mint kilencszáz közel-keleti és görög tárgyat és másolatot tartalmazó Prewitt–Allen Régészeti Múzeum is. Gyűjteményében megtalálhatók a Tóra (a Biblia első öt könyve) eredeti tekercsei is. Az épületben tantermek és kutatólaborok is vannak.
A hallgató-oktató arány 15:1, a foglalkozások létszáma ritkán haladja meg az ötven főt. Tantermek találhatók még a Caulkins, David F. Miller, Schimmel és Younger épületekben is (utóbbiban van a hallgatói szolgáltatási iroda), valamint a Psalm Előadó-művészeti Központban és a C. E. Jeffers Sportcentrumban is.

### Adminisztrációs épület
Az egyetem adminisztrációs osztálya, valamint a vezetői irodák a 19. század végén átadott Schimmel épületben vannak.

### Előadó-művészeti központ
A 3,7 milliós beruházás keretében készült, 700 férőhelyes Psalm Előadó-művészeti Központ 2005-ben nyílt meg.

### Kollégiumok
A 21 év alatti és nőtlen/hajadon első- és másodéves hallgatók kötelesek beköltözni valamely kollégiumba (Aagard, Prewitt/Van Gilder, Balyo vagy Davidson). A harmad- és negyedévesek számára apartmanházakat tartanak fenn.

## Oktatás
Az egyetem négy intézetből (üzleti, tanárképző, papképző és társadalomtudományi), két karból (bölcsészettudományi, valamint természettudományi és matematikai) és egy globális szerepvállalási központból áll. Ötven alapképzési, tíz mesterképzési és egy posztgraduális képzést indítanak. A hallgatóknak képzési szinttől függetlenül kötelező 12 hét teológiaoktatáson részt venniük. Minden kurzust bibliai szemszögből oktatnak.

## Sport
A Corban Warriors a National Association of Intercollegiate Athletics tagjaként az 1993–1994-es szezon óta a Cascade Collegiate Conference-ben játszik. Tizenhat sportcsapata van, klubszínei a tengerészkék és az arany.

### Sportlétesítmények
Az egyetemi kosárlabda-, röplabda- és birkózócsapatainak otthona az 1978-ban megnyílt, 1600 férőhelyes C. E. Jeffers Sportcentrum. Névadója Clarence E. Jeffers építési vállalkozó, az egyetem egykori hallgatója. Az épületben fitneszközpont, tanterem és irodák is találhatóak.
A szurkolói csoportot Barracksnek nevezik. A campus délkeleti részén a nőistrandröplabda-csapat edzőpályája található.
Az atlétikai, terepfutó, lacrosse- és labdarúgócsapatok otthona a 2022 tavaszán átadott Kültéri Atlétikai Komplexum. A teljes egészében adományokból épült négymillió dolláros épületet a későbbi bővítés lehetőségével alakították ki. A komplexum szomszédságában fekszik a softballpálya.

## Nevezetes személyek
- Elizabeth Halseth, szenátor[22]
- Frank Prewitt, ügyvéd[23]
- Patrick Daka, labdarúgó[24]
- Sherrie Sprenger, politikus[25]
- Steve Reese, labdarúgó[26]

## Fordítás
- Ez a szócikk részben vagy egészben  a   Corban University című angol Wikipédia-szócikk ezen változatának fordításán alapul.  Az eredeti cikk szerkesztőit annak laptörténete sorolja fel. Ez a jelzés csupán a megfogalmazás eredetét és a szerzői jogokat jelzi, nem szolgál a cikkben szereplő információk forrásmegjelöléseként.